# Teorema lui Bézout
Teorema lui Bézout se referă la o formulare demonstrabilă din geometria algebrică privind un număr de puncte comune, sau puncte de intersecție a două curbe algebrice⁠(d). Teorema afirmă că două curbe plane algebrice, X de grad m și Y de grad n, au un număr maxim de puncte de intersecție egal cu produsul gradelor polinoamelor, mn. Această afirmație este adevărată dacă se consideră curbele ca neavând nici o componentă comună înaintea intersecției propriu-zise și se consideră multiplicitatea acestora, respectiv apartenența punctelor la același corp finit algebric. 

## Exemple
- Două drepte ne-confundate se întâlnesc în exact un punct. Dacă sunt paralele punctul este aruncat la infinit. Pentru a ilustra algebric, în spații proiective, fie curbele x+2y=3 și x+2y=5, care sunt reprezentate de ecuațiile omogene x+2y-3z=0 și x+2y-5z=0. După rezolvare, se găsește că x= -2y și z=0, ceea ce corespunde punctului (-2:1:0) în coordonate omogene. dar cum coordonate z este 0, acest punct se găsește la infinit.

- Cazul deosebit a două curbe de grade diferite care se intersectează este o variantă a teoremei fundamentale a algebrei. De exemplu, parabola definită de y - x2 = 0 are gradul 2, în timp ce dreapta y - 2x = 0 are gradul 1; ca atare, cele două curbe se întâlnesc în exact două puncte.

- Două cercuri nu se intersectează decât în exact două puncte în plan, deși teorema lui Bézout afirmă că ar fi patru. Discrepanța este aparentă și provine din faptul că fiecare din cele două cercuri trece prin aceleași puncte din planul complex de două ori. Dacă se alege cercul de coordonate:

{\displaystyle (x-a)^{2}+(y-b)^{2}=r^{2}}
în coordonate omogene, se obține
{\displaystyle (x-az)^{2}+(y-bz)^{2}-r^{2}z^{2}=0,}
de unde reiese că punctele (1:i:0) și (1:-i:0) se află pe fiecare cerc. Când două cercuri nu se intersectează în planul real(de exemplu, fiindcă sunt concentrice), se întălnesc în aceste puncte la infinit.